# Plagithmysus bilineatus
Plagithmysus bilineatus är en skalbaggsart som först beskrevs av Sharp 1896.  Plagithmysus bilineatus ingår i släktet Plagithmysus och familjen långhorningar. Inga underarter finns listade i Catalogue of Life.